# Андриё, Полен-Пьер
Полен-Пьер Андриё (фр. Paulin-Pierre Andrieu; 7 декабря 1849, Сес, Франция — 15 февраля 1935, Бордо, Франция) — французский кардинал. Епископ Марселя с 18 апреля 1901 по 2 января 1909. Архиепископ Бордо с 2 января 1909 по 15 февраля 1935. Кардинал-священник с 16 декабря 1907, с титулом церкви Сант-Онофрио с 19 декабря 1907.